# 2008 no cinema
No ano de 2008, no cinema foram lançadas muitas sequências, como: As Crônicas de Nárnia: Príncipe Caspian, Homem de Ferro, Indiana Jones e o Reino da Caveira de Cristal, O Incrível Hulk, A Múmia: A Tumba do Imperador Dragão, Batman: O Cavaleiro das Trevas, Hellboy II: O Exército Dourado, 007 - Quantum of Solace, Madagascar 2: A Grande Escapada, High School Musical 3, Max Payne, e Hood vs. Evil.

## Maiores bilheterias de 2008
Os 10 filmes mais lançados no ano de 2008 por arrecadação mundial são os seguintes:
| Ranque | Título                                             | Distribuidor | Bilheteria global |
| ------ | -------------------------------------------------- | ------------ | ----------------- |
| 1      | The Dark Knight                                    | Warner Bros. | US$ 997,000,000   |
| 2      | Indiana Jones and the Kingdom of the Crystal Skull | Paramount    | US$ 786,636,033   |
| 3      | Kung Fu Panda                                      | Paramount    | US$ 631,744,560   |
| 4      | Hancock                                            | Sony         | US$ 629,443,428   |
| 5      | Mamma Mia!                                         | Universal    | US$ 609,841,637   |
| 6      | Madagascar: Escape 2 Africa                        | Paramount    | US$ 603,900,354   |
| 7      | Quantum of Solace                                  | Sony         | US$ 589,580,482   |
| 8      | Iron Man                                           | Paramount    | US$ 585,796,247   |
| 9      | WALL-E                                             | Disney       | US$ 521,311,860   |
| 10     | The Chronicles of Narnia: Prince Caspian           | Disney       | US$ 419,665,568   |

No total 12 filmes ultrapassaram a barreira dos 400 milhões atingindo o status de 'blockbuster internacional', sendo que Batman - O Cavaleiro das Trevas foi o quarto filme a ultrapassar a barreira do bilhão na história, apenas atrás de Titanic, O Senhor dos Anéis: O Retorno do Rei e Piratas do Caribe: O Baú da Morte. Atualmente Batman - O Cavaleiro das Trevas, Indiana Jones e o Reino da Caveira de Cristal, Kung Fu Panda e Hancock estão na lista das 100 maiores bilheterias da história

## Eventos
| Mês       | Dia     | Evento                                        |
| Janeiro   | 13      | 65º Golden Globe Awards                       |
| Janeiro   | 17 - 27 | 30º 2008 Sundance Film Festival               |
| Janeiro   | 23 - 3  | 37º Rotterdam International Film Festival     |
| Janeiro   | 27      | 14º Screen Actors Guild Awards                |
| Fevereiro | 7 - 17  | 58º Berlin International Film Festival        |
| Fevereiro | 10      | 61ºBAFTA Awards                               |
| Fevereiro | 24      | 80º Academy Awards                            |
| Março     | 13 - 21 | 7º Tiburon International Film Festival        |
| Março     | ? - ?   | 23º Mar del Plata International Film Festival |
| Abril     | ? - ?   | 7º Tribeca Film Festival                      |
| Abril     | ? - ?   | 51º San Francisco International Film Festival |
| Maio      | ? - ?   | 8º Silver Lake Film Festival                  |
| Maio      | ? - ?   | 61º Cannes Film Festival                      |
| Maio      | ? - ?   | 34º Seattle International Film Festival       |
| Junho     | 1       | 17º MTV Movie Awards                          |
| Junho     | ? - ?   | 11º Shanghai International Film Festival      |
| Agosto    | ? – ?   | 61º Locarno International Film Festival       |
| Agosto    | ? - ?   | 62º Edinburgh International Film Festival     |
| Agosto    | ? - ?   | 32º Montreal World Film Festival              |
| Agosto    | ? - ?   | 65º Venice International Film Festival        |
| Setembro  | ? - ?   | 33º Toronto International Film Festival       |
| Setembro  | ? - ?   | 56º San Sebastián International Film Festival |
| Setembro  | ? - ?   | 16º Raindance Film Festival                   |
| Outubro   | ? - ?   | 52º London Film Festival                      |
| Outubro   | ? - ?   | 21º Tokyo International Film Festival         |
| Novembro  | ? - ?   | 32º Cairo International Film Festival         |

## Para estrear (confirmadas)

### Janeiro-Março
| Mês                               | Dia                                                    | Filme                                                              | Estúdio                                         | Elenco notável                                           |
| <font-size=300% >J A N E I R O    | 4                                                      |                                                                    |                                                 |                                                          |
| <font-size=300% >J A N E I R O    | 4                                                      | One Missed Call                                                    | Warner Bros. Pictures                           | Edward Burns, Jack Andrews, Shannyn Sossamon, Azura Skye |
| <font-size=300% >J A N E I R O    | 11                                                     |                                                                    |                                                 |                                                          |
| <font-size=300% >J A N E I R O    | 27 Dresses                                             | 20th Century Fox                                                   | Katherine Heigl, James Marsden, Malin Akerman   |                                                          |
| <font-size=300% >J A N E I R O    | The Pirates Who Don't Do Anything: A VeggieTales Movie | Universal Pictures                                                 | Phil Vischer, Mike Nawrocki, Cam Clarke         |                                                          |
| <font-size=300% >J A N E I R O    | In the Name of the King: A Dungeon Siege Tale          | Freestyle Releasing                                                | Jason Statham, John Rhys-Davies, Ray Liotta     |                                                          |
| <font-size=300% >J A N E I R O    | First Sunday                                           | Sony (Screen Gems)                                                 | Ice Cube                                        |                                                          |
| <font-size=300% >J A N E I R O    | 18                                                     |                                                                    |                                                 |                                                          |
| <font-size=300% >J A N E I R O    | Fanboys                                                | MGM (Weinstein)                                                    | Chris Marquette, Kristen Bell                   |                                                          |
| <font-size=300% >J A N E I R O    | Cloverfield (Working title: 01.18.08)                  | Paramount                                                          | J.J. Abrams (Producer)                          |                                                          |
| <font-size=300% >J A N E I R O    | 25                                                     |                                                                    |                                                 |                                                          |
| <font-size=300% >J A N E I R O    | Untraceable                                            | Sony (Screen Gems)                                                 |                                                 |                                                          |
| <font-size=300% >J A N E I R O    | How She Movie                                          | Paramount Vantage                                                  |                                                 |                                                          |
| <font-size=300% >J A N E I R O    | Mad Money                                              | Overture Films                                                     | Diane Keaton, Queen Latifah, Katie Holmes       |                                                          |
| <font-size=300%>F E V E R E I R O |                                                        |                                                                    |                                                 |                                                          |
| 1                                 |                                                        |                                                                    |                                                 |                                                          |
| The Eye                           | Lionsgate                                              | Jessica Alba                                                       |                                                 |                                                          |
| Charlie Bartnett                  | MGM                                                    | Robert Downey, Jr., Hope Davis, Anton Yelchin                      |                                                 |                                                          |
| Strange Wilderness                | Paramount                                              | Justin Long, Steve Zahn                                            |                                                 |                                                          |
| 8                                 |                                                        |                                                                    |                                                 |                                                          |
| Welcome Home Roscoe Jenkins       | Universal Pictures                                     | Martin Lawrence, Cedric the Entertainer, James Earl Jones          |                                                 |                                                          |
| Case 39                           | Paramount Pictures                                     | Renée Zellweger                                                    |                                                 |                                                          |
| Fool's Gold                       | Warner Bros. Pictures                                  | Kate Hudson, Matthew McConaughey, Donald Sutherland, Tiffany Grant |                                                 |                                                          |
| 14                                |                                                        |                                                                    |                                                 |                                                          |
| Definitely, Maybe                 | Universal Pictures                                     | Ryan Reynolds, Isla Fisher, Derek Luke                             |                                                 |                                                          |
| Step Up 2: The Streets            | Buena Vista Pictures                                   | Robert Hoffman, Briana Evigan                                      |                                                 |                                                          |
| 15                                |                                                        |                                                                    |                                                 |                                                          |
| Jumper                            | 20th Century Fox                                       | Hayden Christensen, Samuel L. Jackson, Rachel Bilson, Diane Lane   |                                                 |                                                          |
| The Spiderwick Chronicles         | Paramount Pictures                                     | Freddie Highmore, Sarah Bolger, David Strathairn                   |                                                 |                                                          |
| Vantage Point                     | Sony (Columbia Pictures)                               | Dennis Quaid, Matthew Fox, Forest Whitaker                         |                                                 |                                                          |
| 29                                |                                                        |                                                                    |                                                 |                                                          |
| Addicted                          | Yari Film Group                                        | Sarah Michelle Gellar                                              |                                                 |                                                          |
| Babylon A.D.                      | 20th Century Fox                                       | Vin Diesel, Michelle Yeoh                                          |                                                 |                                                          |
| Semi-Pro                          | New Line Cinema                                        | Will Ferrell, Woody Harrelson, Andre Benjamin                      |                                                 |                                                          |
| The Fox and the Child             | New Line (Picturehouse)                                |                                                                    |                                                 |                                                          |
| <font-size=300%>M A R Ç O         | 7                                                      |                                                                    |                                                 |                                                          |
| <font-size=300%>M A R Ç O         | 7                                                      | 10,000 BC                                                          | Warner Bros. Pictures                           | Steven Strait, Camilla Belle                             |
| <font-size=300%>M A R Ç O         | 7                                                      | The Ruins                                                          | Paramount (DreamWorks)                          | Vin Diesel                                               |
| <font-size=300%>M A R Ç O         | 14                                                     |                                                                    |                                                 |                                                          |
| <font-size=300%>M A R Ç O         | College                                                | Lions Gate Films                                                   | Drake Bell, Kevin Covais, Andrew Caldwell       |                                                          |
| <font-size=300%>M A R Ç O         | Horton Hears a Who!                                    | 20th Century Fox                                                   | Jim Carrey, Steve Carell                        |                                                          |
| <font-size=300%>M A R Ç O         | Pride and Glory                                        | New Line Cinema                                                    | Edward Norton, Colin Farrell, Jon Voight        |                                                          |
| <font-size=300%>M A R Ç O         | Spring Breakdown                                       | Warner Bros. Pictures                                              | Rachel Dratch, Amy Poehler, Parker Posey        |                                                          |
| <font-size=300%>M A R Ç O         | 19                                                     |                                                                    |                                                 |                                                          |
| <font-size=300%>M A R Ç O         | Inkheart                                               | New Line Cinema                                                    | Paul Bettany, Brendan Fraser                    |                                                          |
| <font-size=300%>M A R Ç O         | 21                                                     |                                                                    |                                                 |                                                          |
| <font-size=300%>M A R Ç O         | 21                                                     | Sony (Columbia Pictures)                                           | Kate Bosworth, Kevin Spacey, Laurence Fishburne |                                                          |
| <font-size=300%>M A R Ç O         | Drillbit Taylor                                        | Paramount Pictures                                                 | Owen Wilson                                     |                                                          |
| <font-size=300%>M A R Ç O         | Superhero Movie                                        | Weinstein (Dimension Films)                                        | Drake Bell, Leslie Nielsen                      |                                                          |
| <font-size=300%>M A R Ç O         | They Came from Upstairs                                | 20th Century Fox                                                   |                                                 |                                                          |
| <font-size=300%>M A R Ç O         | 28                                                     |                                                                    |                                                 |                                                          |
| <font-size=300%>M A R Ç O         | Wanted                                                 | Universal Pictures                                                 | Morgan Freeman, James McAvoy, Angelina Jolie    |                                                          |

### Abril-Junho
| Mês                       | Dia | Título                                             | Stúdio                                    | Elenco Notável                                                                                     |
| <font-size=300%>A B R I L | 4   | Wild Child                                         | Universal Pictures                        | Emma Roberts                                                                                       |
| <font-size=300%>A B R I L | 11  | Foodfight!                                         | Lions Gate Films                          | Charlie Sheen, Hilary Duff, Eva Longoria, Wayne Brady, Haylie Duff, Greg Ellis, Chris Kattan       |
| <font-size=300%>A B R I L | 11  | Prom Night                                         | Sony (Screen Gems)                        | Brittany Snow                                                                                      |
| <font-size=300%>A B R I L | 25  | Repo! the Genetic Opera                            | Lionsgate                                 | Tobin Bell, Paris Hilton                                                                           |
| <font-size=300%>A B R I L | 29  | Nim’s Island                                       | 20th Century Fox                          | Jodie Foster, Abigail Breslin, Gerard Butler                                                       |
| <font-size=300%>M A I O   | 2   | Iron Man                                           | Paramount Pictures                        | Robert Downey Jr., Terrence Howard, Jeff Bridges, Gwyneth Paltrow                                  |
| <font-size=300%>M A I O   | 2   | Space Chimps                                       | 20th Century Fox                          | Andy Samberg, Jeff Daniels, Cheryl Hines                                                           |
| <font-size=300%>M A I O   | 2   | Made of Honor                                      | Sony (Columbia Pictures)                  | Michelle Monaghan, Patrick Dempsey                                                                 |
| <font-size=300%>M A I O   | 9   | The Day the Earth Stood Still                      | 20th Century Fox                          | Keanu Reeves, Jennifer Connelly, Kathy Bates, Jaden Smith, John Cleese, Kyle Chandler              |
| <font-size=300%>M A I O   | 9   | Speed Racer                                        | Warner Bros. Pictures                     | Emile Hirsch, John Goodman, Susan Sarandon, Christina Ricci, Matthew Fox                           |
| <font-size=300%>M A I O   | 16  | The Chronicles of Narnia: Prince Caspian           | Buena Vista (Walt Disney Pictures)        | Georgie Henley, Anna Popplewell, William Moseley, Skandar Keynes                                   |
| <font-size=300%>M A I O   | 22  | Indiana Jones and the Kingdom of the Crystal Skull | Paramount Pictures                        | Harrison Ford, Shia LaBeouf, Cate Blanchett, Ray Winstone                                          |
| <font-size=300%>M A I O   | 30  | Forgetting Sarah Marshall                          | Universal Pictures                        | Jason Segel, Kristen Bell, Mila Kunis                                                              |
| <font-size=300%>M A I O   | 30  | Meet Dave                                          | 20th Century Fox                          | Eddie Murphy                                                                                       |
| <font-size=300%>J U N H O | 6   | Kung Fu Panda                                      | Paramount (DreamWorks)                    | Jack Black, Dustin Hoffman, Jackie Chan, Angelina Jolie, Lucy Liu                                  |
| <font-size=300%>J U N H O | 6   | Nights in Rodanthe                                 | Warner Bros. Pictures                     | Diane Lane, Daniel Craig                                                                           |
| <font-size=300%>J U N H O | 13  | The Happening                                      | 20th Century Fox                          | Mark Wahlberg, Zooey Deschanel, John Leguizamo                                                     |
| <font-size=300%>J U N H O | 13  | The Incredible Hulk                                | Universal Pictures                        | Edward Norton, Liv Tyler, Tim Roth, William Hurt, Tim Blake Nelson                                 |
| <font-size=300%>J U N H O | 20  | Get Smart                                          | Warner Bros. Pictures                     | Steve Carell, Anne Hathaway, Alan Arkin, Ken Davitian, Dwayne "The Rock" Johnson                   |
| <font-size=300%>J U N H O | 20  | The Love Guru                                      | Paramount Pictures                        | Mike Myers                                                                                         |
| <font-size=300%>J U N H O | 27  | WALL-E                                             | Buena Vista (Walt Disney Pictures)        | Ben Burtt                                                                                          |
| <font-size=300%>J U N H O | 27  | Wanted                                             | Universal Pictures Spyglass Entertainment | Morgan Freeman, James McAvoy, Angelina Jolie, Thomas Kretschmann, Common, Marc Warren, Chris Pratt |

### Julho-Setembro
| Mês                             | Dia                                     | Título                             | Stúdio | Elenco Notável                                        |
| <font-size=300%>J U L H O       | 1                                       |                                    | |                                                       |
| <font-size=300%>J U L H O       | 1                                       | Animal Chaos                       | Universal Studios                                                                                          | Seth Green                                            |
| <font-size=300%>J U L H O       | 2                                       |                                    | |                                                       |
| <font-size=300%>J U L H O       | Hancock                                 | Sony (Columbia Pictures)           | Will Smith, Jason Bateman, Charlize Theron                                                                 |                                                       |
| <font-size=300%>J U L H O       | Hellboy II: The Golden Army             | Universal Pictures                 | Ron Perlman, Selma Blair                                                                                   |                                                       |
| <font-size=300%>J U L H O       | Tropic Thunder                          | Paramount (DreamWorks)             | Ben Stiller, Jack Black, Robert Downey Jr.                                                                 |                                                       |
| <font-size=300%>J U L H O       | 18                                      |                                    | |                                                       |
| <font-size=300%>J U L H O       | The Dark Knight                         | Warner Bros. Pictures              | Christian Bale, Michael Caine, Heath Ledger, Gary Oldman, Morgan Freeman, Aaron Eckhart, Maggie Gyllenhaal |                                                       |
| <font-size=300%>J U L H O       | Mamma Mia!                              | Universal Pictures                 | Meryl Streep, Pierce Brosnan                                                                               |                                                       |
| <font-size=300%>J U L H O       | 25                                      |                                    | |                                                       |
| <font-size=300%>J U L H O       | Step Brothers                           | Sony (Columbia Pictures)           | Will Ferrell, John C. Reilly                                                                               |                                                       |
| <font-size=300%>J U L H O       | The Mummy: Tomb of the Dragon Emperor   | Universal Pictures                 | Brendan Fraser, Jet Li, Michelle Yeoh, Maria Bello                                                         |                                                       |
| <font-size=300%>J U L H O       | 8                                       |                                    | |                                                       |
| <font-size=300%>J U L H O       | Journey 3-D                             | New Line Cinema                    | Brendan Fraser, Josh Hutcherson                                                                            |                                                       |
| <font-size=300%>J U L H O       | South of the Border                     | Buena Vista (Walt Disney Pictures) | Drew Barrymore, Andy Garcia, Salma Hayek, George Lopez                                                     |                                                       |
| <font-size=300%>J U L H O       | The Pineapple Express                   | Sony (Columbia Pictures)           | Seth Rogen, James Franco                                                                                   |                                                       |
| <font-size=300%>J U L H O       | The Sisterhood of the Traveling Pants 2 | Warner Bros. Pictures              | Alexis Bledel, America Ferrera, Blake Lively                                                               |                                                       |
| <font-size=300%>S E T E M B R O | 26                                      | Death Race                         | Universal Pictures                                                                                         | Jason Statham, Joan Allen, Ian McShane, Tyrese Gibson |
| <font-size=300%>S E T E M B R O | 26                                      | Nowhereland                        | Paramount Pictures                                                                                         | Eddie Murphy                                          |

#### Nota
- Até agora, nenhum filme foi previsto para estrear em Agosto de 2008.

### Outubro-Dezembro
| Mês                             | Dia                                 | Título                                                                                             | Stúdio                                                                                       | Elenco Notável                                                             |
| <font-size=300%>O U T U B R O   | 3                                   | |                                                                                              |                                                                            |
| <font-size=300%>O U T U B R O   | 3                                   | Where the Wild Things Are                                                                          | Warner Bros. Pictures                                                                        | Benicio del Toro, Catherine O'Hara, Forest Whitaker                        |
| <font-size=300%>O U T U B R O   | 10                                  | |                                                                                              |                                                                            |
| <font-size=300%>O U T U B R O   | City of Ember                       | 20th Century Fox                                                                                   | Bill Murray, Toby Jones                                                                      |                                                                            |
| <font-size=300%>O U T U B R O   | The Express                         | Universal Pictures                                                                                 | Dennis Quaid, Rob Brown                                                                      |                                                                            |
| <font-size=300%>O U T U B R O   | 24                                  | |                                                                                              |                                                                            |
| <font-size=300%>O U T U B R O   | Igor                                | MGM (Weinstein                                                                                     | John Cusack, Steve Buscemi, Molly Shannon, Pamela Anderson                                   |                                                                            |
| <font-size=300%>O U T U B R O   | High School Musical 3               | Walt Disney Pictures                                                                               | Zac Efron, Vanessa Anne Hudgens, Ashley Tisdale, Lucas Grabeel, Corbin Bleu, Monique Coleman |                                                                            |
| <font-size=300%>N O V E M B R O | 7                                   | |                                                                                              |                                                                            |
| <font-size=300%>N O V E M B R O | 7                                   | Bond 22                                                                                            | Sony/MGM (Columbia Pictures)                                                                 | Daniel Craig, Judi Dench, Giancarlo Giannini                               |
| <font-size=300%>N O V E M B R O | 7                                   | Madagascar: Escape 2 Africa                                                                        | Paramount (DreamWorks)                                                                       | Ben Stiller, Chris Rock, Jada Pinkett-Smith, Raven Symone, David Schwimmer |
| <font-size=300%>N O V E M B R O | 14                                  | |                                                                                              |                                                                            |
| <font-size=300%>N O V E M B R O | The Wolf Man                        | Universal Pictures                                                                                 | Benicio del Toro                                                                             |                                                                            |
| <font-size=300%>N O V E M B R O | 21                                  | |                                                                                              |                                                                            |
| <font-size=300%>N O V E M B R O | Twilight                            | Summit Entertainment                                                                               | Robert Pattinson, Kristen Stewart, Cam Gigandet                                              |                                                                            |
| <font-size=300%>N O V E M B R O | 26                                  | |                                                                                              |                                                                            |
| <font-size=300%>N O V E M B R O | Bolt                                | Buena Vista (Walt Disney Pictures)                                                                 | John Travolta, Thomas Haden Church, Woody Harrelson, Bernie Mac, Mario Cantone               |                                                                            |
| <font-size=300%>N O V E M B R O | The Curious Case of Benjamin Button | Paramount Pictures                                                                                 | Brad Pitt, Cate Blanchett, Tilda Swinton, Elle Fanning, Julia Ormond, Jason Flemyng          |                                                                            |
| <font-size=300%>D E Z E M B R O | 5                                   | |                                                                                              |                                                                            |
| <font-size=300%>D E Z E M B R O | 5                                   | Cadillac Records                                                                                   | Sony (Columbia Pictures)                                                                     | Beyoncé Knowles, Adrien Brody, Mos Def                                     |
| <font-size=300%>D E Z E M B R O | 19                                  | |                                                                                              |                                                                            |
| <font-size=300%>D E Z E M B R O | Angels & Demons                     | Sony (Columbia Pictures)                                                                           | Tom Hanks                                                                                    |                                                                            |
| <font-size=300%>D E Z E M B R O | Revolutionary Road                  | Paramount (DreamWorks)                                                                             | Leonardo DiCaprio, Kate Winslet, Michael Shannon                                             |                                                                            |
| <font-size=300%>D E Z E M B R O | The Tale of Despereaux              | Universal Pictures                                                                                 | Emma Watson, Dustin Hoffman, William H. Macy, Christopher Lloyd, Kevin Kline                 |                                                                            |
| <font-size=300%>D E Z E M B R O | Opus: The Last Christmas            | The Weinstein Company                                                                              |                                                                                              |                                                                            |
| <font-size=300%>D E Z E M B R O | 25                                  | |                                                                                              |                                                                            |
| <font-size=300%>D E Z E M B R O | Star Trek                           | Paramount Pictures                                                                                 | Zachary Quinto Leonard Nimoy                                                                 |                                                                            |
| <font-size=300%>D E Z E M B R O | Bedtime Stories                     | Buena Vista Pictures                                                                               | Adam Sandler                                                                                 |                                                                            |
| 26                              |                                     | |                                                                                              |                                                                            |
| 9                               | Focus Features                      | Elijah Wood, Christopher Plummer, John C. Reilly, Martin Landau, Jennifer Connelly, Crispin Glover |                                                                                              |                                                                            |

## A Definir
- 24 - WR - 20th Century Fox - Kiefer Sutherland, Mary Lynn Rajskub, Elisha Cuthbert, Kim Raver
- The A-Team - WR - 20th Century Fox
- Alice - July - WR - Universal Pictures - Sarah Michelle Gellar
- Americanese - LR - IFC First Take - Chris Tashima, Joan Chen, Kelly Hu, Allison Sie
- The Anarchist's Wife - Ivana Baquero
- Battle Royale
- Black Christmas 2 - October - WR - Dimension Films
- Benighted
- Brideshead Revisited - WR - Miramax Films - Emma Thompson, Michael Gambon
- The Brazilian Job - WR - Paramount Pictures - Mark Wahlberg, Charlize Theron, Jason Statham, Seth Green, Mos Def
- Cabin Fever 2: Spring Fever - WR - Lions Gate - Rider Strong, Giuseppe Andrews
- Caitlin - WR - Miranda Richardson, Michael Sheen, Kevin Zegers, Rosamund Pike, Pierce Brosnan
- The Creature from the Black Lagoon - WR - Universal Pictures - Brian Steele
- The Curious Case of Benjamin Button - November 26 - WR - Paramount Pictures - Brad Pitt, Cate Blanchett, Tilda Swinton, Elle Fanning, Julia Ormond, Jason Flemyng
- Lara The Mariposa Buttefly  - WR - Paramount Pictures - Miramax Films
- Devil May Cry - WR - New Line Cinema
- The Evil Dead (Remake) - WR - Sony Pictures - Sam Raimi - Bruce Cambell (Producers)
- The Few - June - WR - Paramount Pictures
- Flashbacks of a Fool - Daniel Craig
- The Flash - WR
- The Forbidden Kingdom - WR - Lionsgate - Jackie Chan, Jet Li
- Freddy vs Jason 2 - WR - New Line Cinema
- Further Adventures In Babysitting - WR - Walt Disney Pictures - Raven-Symoné, Miley Cyrus
- Ghosts of Girlfriends Past - WR - New Line Cinema - Matthew McConaughey
- Gnomeo and Juliet - WR - Walt Disney Pictures/Miramax Films - Kate Winslet, Greg Ellis
- Ghostbusters 3 - WR - Columbia Pictures
- Gospel According to Janis - WR - Zooey Deschanel
- The Grudge 3 - WR - Sony Pictures
- Hannah Montana: The Movie
- Hannibal the Conqueror - WR - Vin Diesel
- Hell Ride - WR - Dimension Films - Michael Madsen, Dennis Hopper
- The Hills Have Eyes 3 - WR - New Line Cinema
- Hood vs. Evil - WR - Weinstein Company - Anne Hathaway, Glenn Close, Patrick Warburton
- Harold & Kumar 2 - WR - New Line Cinema - John Cho, Kal Penn, Roger Bart
- The Hottie and the Nottie - WR - Summit Entertainment - Paris Hilton
- Inglorious Bastards - WR - Weinstein Company - Michael Madsen
- Jackboots on Whitehall - WR - Swipe Films - Ewan McGregor, Rosamund Pike, Timothy Spall, Richard O'Brien
- Ju-on: The Grudge 3 - WR - Takako Fuji
- Jurassic Park 4 - WR - Universal Pictures
- Legacy of Kain - WR - Brightlight Pictures
- Make it Happen - WR - The Weinstein Company - Mary Elizabeth Winstead
- Marley & Me - WR - 20th Century Fox
- Meg - WR - New Line Cinema
- Madagascar: Escape 2 Africa - Dreamworks Animation
- Mr. Nobody - WR - Pathé - Jared Leto, Sarah Polley
- A Night in Old México - WR - Robert Duvall
- Metal Gear Solid - WR - Sony Pictures
- The Phoenix - LR - Peter O'Toole
- Ponyo on a Cliff - LR - June 21 - Studio Ghibli
- The Power of the Dark Crystal - LR - Summit Entertainment
- Seventeen - WR - New Line Cinema - Zac Efron
- Shantaram - WR - Warner Brothers - Johnny Depp
- Silence - WR - Warner Brothers
- Silent Hill 2 - WR - TriStar Pictures
- Sin City 2 - WR - Weinstein Company - Jessica Alba, Rachel Weisz
- The Smurfs - WR - Paramount Pictures - John Lithgow, Julia Sweeney
- The Tale of Despereaux - December 19 WR - Universal Pictures - Dustin Hoffman, William H. Macy, Christopher Lloyd, Kevin Kline (voices)
- A Tale of Two Sisters - WR - DreamWorks Pictures - Elizabeth Banks
- Topper - WR - Walt Disney Pictures - Steve Martin
- The Warriors - WR - Paramount Pictures
- Watchmen - WR - Warner Brothers
- When a Stranger Calls 2 - WR - Screen Gems
- Winged Creatures - WR - Columbia Pictures - Kate Beckinsale, Dakota Fanning, Forest Whitaker, Josh Hutcherson, Jennifer Hudson
- X-Men Origens: Wolverine - WR - 20th Century Fox - Hugh Jackman
- World War Z - WR - Paramount Pictures

## Nascimentos
| Data            | Nome                 | Profissão | Nacionalidade  | Observações | Ref |
| --------------- | -------------------- | --------- | -------------- | ----------- | --- |
| 14 de fevereiro | Gabriel Moreira      | ator      | Brasil         |             |     |
| 14 de março     | Abby Ryder Fortson   | atriz     | Estados Unidos |             |     |
| 28 de março     | Gabriel Palhares     | ator      | Brasil         |             |     |
| 1 de maio       | Clara Galinari       | atriz     | Brasil         |             |     |
| 10 de junho     | Helena Zengel        | atriz     | Alemanha       |             |     |
| 14 de junho     | Giulia Benite        | atriz     | Brasil         |             |     |
| 15 de julho     | Iain Armitage        | ator      | Estados Unidos |             |     |
| 31 de agosto    | Milo Machado Graner  | ator      | França         |             |     |
| 1 de setembro   | Nathália Costa       | atriz     | Brasil         |             |     |
| 17 de setembro  | Mia Talerico         | atriz     | Estados Unidos |             |     |
| 18 de setembro  | Jackson Robert Scott | ator      | Estados Unidos |             |     |

## Mortes
| Data        | Nome       | Profissão     | Nacionalidade  | Observações | Ref |
| ----------- | ---------- | ------------- | -------------- | ----------- | --- |
| 20 de março | Jerry Reed | cantor e ator | Estados Unidos | n. 1937     |     |